# Germany's Next Topmodel (mùa 5)
Germany's Next Topmodel, Mùa 5 là mùa thứ năm của Germany's Next Topmodel (thường được viết tắt là GNTM) được phát sóng trên mạng lưới truyền hình Đức ProSieben. Chương trình bắt đầu phát sóng vào ngày 4 tháng 3 năm 2010.
Người chiến thắng của mùa giải này là Alisar Ailabouni, 20 tuổi từ Mattighofen, Áo. Cô giành được: 1 hợp đồng người mẫu với OneEins GmbH Management trị giá 200.000€, lên ảnh bìa tạp chí Cosmopolitan và những hợp đồng quảng cáo cho C&A, Gilette Venus & Maybelline.

## Các thí sinh
(Tuổi tính từ ngày dự thi)
| Thí sinh            | Tuổi | Chiều cao               | Quê quán        | Bị loại ở | Hạng               |
| ------------------- | ---- | ----------------------- | --------------- | --------- | ------------------ |
| Aline Kautz         | 16   | 1,80 m (5 ft 11 in)     | Köln            | Tập 4     | 18 (dừng cuộc thi) |
| Petra Roscheck      | 25   | 1,79 m (5 ft 10+1⁄2 in) | Viên, Áo        | Tập 4     | 17–16              |
| Lena Kaiser         | 17   | 1,77 m (5 ft 9+1⁄2 in)  | Datteln         | Tập 4     | 17–16              |
| Lara Emsen          | 16   | 1,80 m (5 ft 11 in)     | Wedel           | Tập 5     | 15                 |
| Luisa Kreuger       | 18   | 1,76 m (5 ft 9+1⁄2 in)  | Lünen           | Tập 6     | 14                 |
| Nadine Höcherl      | 19   | 1,80 m (5 ft 11 in)     | Cham            | Tập 7     | 13–12              |
| Cathérine Kropp     | 17   | 1,80 m (5 ft 11 in)     | Lüdinghausen    | Tập 7     | 13–12              |
| Miriam Höller       | 22   | 1,83 m (6 ft 0 in)      | Wesel           | Tập 8     | 11                 |
| Wioleta Psiuk       | 18   | 1,79 m (5 ft 10+1⁄2 in) | Münster         | Tập 9     | 10                 |
| Jacqueline Kohl     | 17   | 1,80 m (5 ft 11 in)     | Koblenz         | Tập 10    | 9                  |
| Viktoria Lantratova | 22   | 1,78 m (5 ft 10 in)     | Detmold         | Tập 11    | 8                  |
| Pauline Afaja       | 19   | 1,80 m (5 ft 11 in)     | Friedrichshafen | Tập 13    | 7–6                |
| Leyla Mert          | 19   | 1,80 m (5 ft 11 in)     | Sindelfingen    | Tập 13    | 7–6                |
| Louisa Mazzurana    | 22   | 1,71 m (5 ft 7+1⁄2 in)  | Hanover         | Tập 14    | 5                  |
| Neele Hehemann      | 21   | 1,82 m (5 ft 11+1⁄2 in) | Dresden         | Tập 15    | 4                  |
| Laura Weyel         | 23   | 1,75 m (5 ft 9 in)      | Düsseldorf      | Tập 16    | 3                  |
| Hanna Bohnekamp     | 18   | 1,73 m (5 ft 8 in)      | Wesel           | Tập 16    | 2                  |
| Alisar Ailabouni    | 20   | 1,78 m (5 ft 10 in)     | Mattighofen, Áo | Tập 16    | 1                  |

- Petra là em họ của Céline Roscheck, là thí sinh của mùa 1.

## Thứ tự gọi tên
| Thứ tự | Tập          | Tập        | Tập        | Tập                  | Tập        | Tập        | Tập        | Tập            | Tập      | Tập     | Tập     | Tập    | Tập    | Tập    | Tập    |  |
| Thứ tự | 3            | 4          | 5          | 6                    | 7          | 8          | 9          | 10             | 11       | 12      | 13      | 14     | 15     | 16     | 16     |  |
| ------ | ------------ | ---------- | ---------- | -------------------- | ---------- | ---------- | ---------- | -------------- | -------- | ------- | ------- | ------ | ------ | ------ | ------ |  |
| 1      | Lara Wioleta | Hanna      | Louisa     | Miriam               | Miriam     | Laura      | Pauline    | Neele          | Leyla    | Hanna   | Neele   | Alisar | Alisar | Alisar | Alisar |  |
| 2      | Lara Wioleta | Miriam     | Pauline    | Laura                | Wioleta    | Leyla      | Laura      | Alisar         | Hanna    | Laura   | Louisa  | Laura  | Laura  | Hanna  | Hanna  |  |
| 3      | Neele        | Pauline    | Neele      | Neele                | Viktoria   | Viktoria   | Louisa     | Louisa         | Louisa   | Louisa  | Laura   | Neele  | Hanna  | Laura  |        |  |
| 4      | Jacqueline   | Viktoria   | Alisar     | Leyla                | Hanna      | Wioleta    | Neele      | Hanna          | Laura    | Pauline | Hanna   | Hanna  | Neele  |        |        |  |
| 5      | Leyla        | Laura      | Nadine     | Wioleta              | Pauline    | Louisa     | Viktoria   | Pauline        | Neele    | Leyla   | Alisar  | Louisa |        |        |        |  |
| 6      | Pauline      | Wioleta    | Laura      | Nadine               | Louisa     | Neele      | Alisar     | Laura          | Pauline  | Alisar  | Leyla   |        |        |        |        |  |
| 7      | Viktoria     | Nadine     | Wioleta    | Viktoria             | Laura      | Pauline    | Jacqueline | Leyla Viktoria | Alisar   | Neele   | Pauline |        |        |        |        |  |
| 8      | Alisar       | Neele      | Miriam     | Hanna                | Leyla      | Alisar     | Leyla      | Leyla Viktoria | Viktoria |         |         |        |        |        |        |  |
| 9      | Nadine       | Jacqueline | Leyla      | Alisar               | Neele      | Hanna      | Hanna      | Jacqueline     |          |         |         |        |        |        |        |  |
| 10     | Cathérine    | Lara       | Jacqueline | Pauline              | Alisar     | Jacqueline | Wioleta    |                |          |         |         |        |        |        |        |  |
| 11     | Hanna        | Leyla      | Viktoria   | Louisa               | Jacqueline | Miriam     |            |                |          |         |         |        |        |        |        |  |
| 12     | Lena         | Louisa     | Hanna      | Cathérine Jacqueline | Nadine     |            |            |                |          |         |         |        |        |        |        |  |
| 13     | Louisa       | Alisar     | Cathérine  | Cathérine Jacqueline | Cathérine  |            |            |                |          |         |         |        |        |        |        |  |
| 14     | Luisa        | Cathérine  | Luisa      | Luisa                |            |            |            |                |          |         |         |        |        |        |        |  |
| 15     | Miriam       | Luisa      | Lara       |                      |            |            |            |                |          |         |         |        |        |        |        |  |
| 16     | Petra        | Petra      |            |                      |            |            |            |                |          |         |         |        |        |        |        |  |
| 17     | Aline        | Lena       |            |                      |            |            |            |                |          |         |         |        |        |        |        |  |
| 18     | Laura        | Aline      |            |                      |            |            |            |                |          |         |         |        |        |        |        |  |

     Thí sinh được miễn loại
     Thí sinh bị loại
     Thí sinh dừng cuộc thi
     Thí sinh ban đầu bị loại nhưng được cứu
     Thí sinh không bị loại khi rơi vào cuối bảng
     Thí sinh chiến thắng cuộc thi
- Thứ tự gọi tên chỉ lần lượt từng người an toàn
- Từ tập 1 đến 3 là tập casting.
- Trong tập 3, Lara & Wioleta có màn thể hiện tốt nhất ở buổi chụp ảnh nên họ trở thành thí sinh chung cuộc của cuộc thi.
- Trong tập 4, Aline dừng cuộc thi vì việc học.
- Trong tập 7, Cathérine bị loại ngay lập tức trong phòng đánh giá vì không có bức ảnh của cô ấy.

### Buổi chụp hình
- Tập 1: Biểu cảm gương mặt (casting)
- Tập 2: Hóa thành thành tượng sáp của người nổi tiếng (casting)
- Tập 3: Tạo dáng với vali trên băng chuyền ở sân bay (casting)
- Tập 4: Phong cách thể dục dụng cụ trong đầm hạ hội trên sa mạc
- Tập 5: Bị bắt bởi NYPD
- Tập 6: Ảnh trắng đen trong áo tắm với người mẫu nam
- Tập 7: Tạo dáng với lửa trước phong cảnh LA
- Tập 8: Áo tắm bằng rong biển ở bãi biển
- Tập 9: Ảnh chân dung với áo tắm
- Tập 10: Chú chim mẹ trong tổ
- Tập 11: Phong cách rạp xiếc
- Tập 12: Video: Sự hỗn loạn của mua sắm
- Tập 13: Bao phủ trong bùn
- Tập 14: Ảnh bìa tạp chí Cosmopolitan
- Tập 15: Quảng cáo cho Gillette Venus; Ảnh chân dung với những chiếc chăn; Bị bao phủ bằng bọt